# 川村清雄
川村 清雄（かわむら きよお、嘉永5年4月26日（1852年6月13日） - 昭和9年（1934年）5月16日）は、明治期の洋画家。幼名は庄五郎、諱は修寛（ながひろ）、通称清兵衛、号に時童。明治洋画の先駆者のひとり。近代日本絵画が洋画と日本画に分かれていく最中にあって、両者を折衷し、ヴェネツィアなどで学んだ堅実な油画技術をもって、日本画的な画題や表現で和風の油画を描く独特の画風を示した。

## 生涯

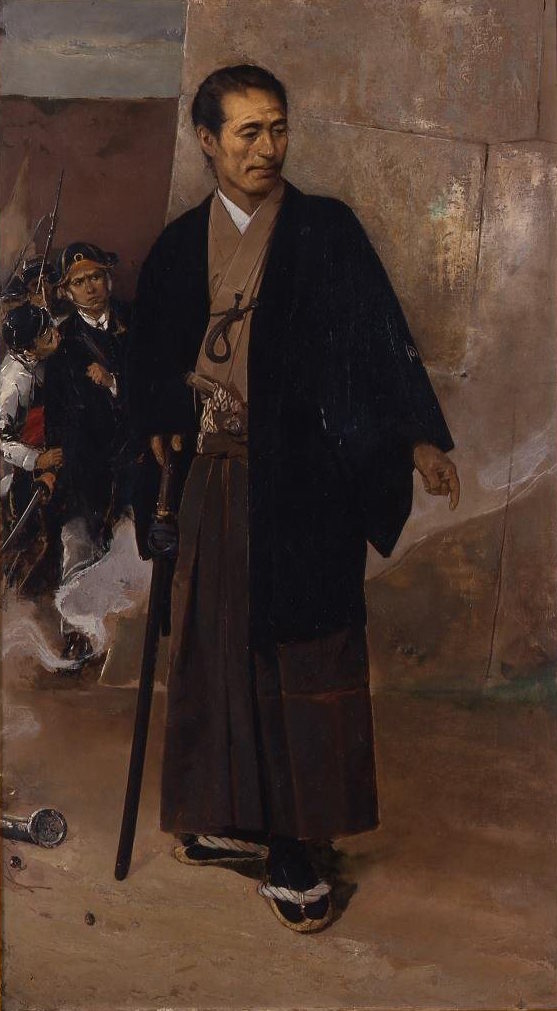
『勝海舟江戸開城図（江戸城明渡の帰途）』1885年頃

### 生い立ち
江戸麹町表二番町法眼坂上において、御庭番の家系で御徒頭を勤める川村帰元修正の長男として生まれる。川村家は、初期の御庭番の17名の1人・川村新六を祖とし、曽祖父・修富の代から別れた分家であるが、曽祖父・祖父と奉行職を務め御庭番家筋の中でも名門の一つであった。祖父川村修就（ながたか）は初代新潟奉行、大坂町奉行、長崎奉行などを歴任した優秀な幕臣で、後に勝海舟は三河武士の美風を残した侍の一人として挙げている。祖父の活躍が長かったため、父帰元はあまり出世していないが、後の明治25年（1892年）『旧事諮問録』（岩波文庫）にて自身の体験を詳細に語り、御庭番に関する貴重な記録を残した。

### 幼少期
7歳の時住吉派の絵師住吉内記に入門。2年後祖父の大坂東奉行就任に伴い大阪に赴き、南画家の田能村直入に教えを受け、江戸に戻ると田安家の絵師で花鳥画を得意とした春木南溟に師事する。文久3年（1863年）英学留学のため開成所に通い、その画学局で高橋由一、川上冬崖、宮本三平から西洋画法を学ぶ。ただし、これらはあくまで武士の嗜みとしての習い事であり、清雄は絵を描くのは好きだったものの、この頃は当然のように父達の跡をつぎ御庭番になるものと考えており、将来画家になるとは思っていなかった。一方、後年清雄は祖父が長崎奉行だった繋がりから、幼少の頃から身近にコーヒーやバター、フランネルなどがあり、これが油絵を書く原因となったと回想している。また、祖父は絵画に関する造詣が深く、各地の遠国奉行を歴任する中で、その土地の優秀な画家たちに多くの作品を描かせたといい、この祖父の優れた審美眼と芸術的才能が、清雄に受け継がれて開花したと言えるだろう｡

### 渡欧
明治元年（1868年）徳川家達の奥詰として使え（いわゆる将軍御学友）、翌年家達に従い静岡へ移住する。ちなみに、静岡移住士族の美男美女番付「花競見立相撲」では、前頭に清雄の名が載っている。大久保一翁、勝海舟らの斡旋により、明治4年（1871年）3月、徳川宗家給費生として清雄ほか5人で渡米する。船中、下等船室での待遇の悪さに耐えかね、大半の日本人客が上等に移った後でも、「見苦しき事甚だし」とし、船底で寝起きし、船内の様子をスケッチに残している。本来は政治や法律を学ぶための留学だったが、渡米前後に周囲から画才を認められ、大久保一翁は旅立つ清雄に「迷わなくて何でも一つ是非やってこんぢゃならん。お前は絵が好きだから絵だけやって来ていいから、邪道に迷わないようにしろ」と後押しされた。後に清雄の妹房子と結婚する外山正一の勧めもあって画家になることを決意する。日本公使館の書記官で画家のチャールズ・ランマンに学び、この時、ランマン宅でホームステイをしていた津田梅子の看病をしたが、麻疹をうつされて困ったという。
明治6年（1873年）パリへ転じ、アレクサンドル・カバネルの弟子・オラース・ド・カリアス（Horace de Callias）等に学び、アカデミズムの歴史画制作の有様とその思想を吸収して行ったと思われる。この年、明治政府は海外留学生の一斉帰国を命じたが、川村は私費留学生として残る。また翌年頃に、ヴィル＝ダヴレーに住むカミーユ・コローを訪問したとも言われ、後の清雄の風景画にその影響を見ることが出来る。明治9年（1876年）2月イタリアに移り、ヴェネツィア美術学校に入学する。同年、パリでは清雄と一緒に生活し、一足先に帰国していた宇都宮三郎が、紙幣頭の得能良介に推薦してくれたおかげで、清雄は紙幣寮官費留学生として採用され、月給10円と年間授業料として1000円の給料を受けられることになった。当地では留学生としての責務を果たすべく基本図像画・建築図・装飾図案のコースを履修し、辞令に従い日本に定期的に作品を送っている。その傍らヴェネツィア派の巨匠たちに学び、特にティエポロを崇敬したという。異国の学校生活にも溶け込み、後にヴェネツィアの現代生活と風景に着目した絵を描いて名を馳せたエットレ・ティート（Ettore Tito）や、社会批判に満ちた作品で名声を得たオレステ・ダ・モリン（Oreste da Molin）と親交を結ぶ。清雄は後年までヴェネツィアでの生活を懐かしみ、日本に帰った後もその情景をしばしば描いた。
明治14年（1881年）12月14日、再三の留学延期願いが却下され帰国する。その去り際、師匠格として交流があったスペインの画家・マルティン・リコ・オルテガ（es:Martín Rico）から、「日本趣味を失わないように」と餞の書簡を渡されている。リーコはジャポニズムを好み、清雄に「汝は日本人である。日本人は実に意匠に富んで、筆に器用なものを持っている。それを捨てて無闇に西洋を取りたがるのは間違いだ。日本人は日本のを建ててゆかなくちゃいけない」と語った。こうしたリーコの言葉を清雄は後々まで自問し、「日本人らしい油画とは何か」という壮大なテーマに終生取り組むことになる。

### 帰国後
翌15年（1882年）大蔵省印刷局に彫刻技手として勤務するも、一年を待たずして辞職する。理由として、恋愛がらみやお雇い外国人キヨッソーネとの確執、川村と同時に青年工数十名を解雇していることから、官吏と職工との衝突が考えられる。明治16年（1883年）勝海舟から徳川家代々の肖像画制作を依頼され、勝の援助により画室「心華書房」を建設する。勝から清雄の顔が児童のようだからという理由で「時童」の号を与えられ、一時は勝の家に寄宿する。明治18年（1885年）麹町中六番町で画塾を開き、東城鉦太郎を助手として弟子に教えた。教え子として、石川欽一郎、桜井忠剛、塚本律子、織田一磨らがいる。なお、弟子ではないが清雄に私淑し「清雄二世」と自称した鈴木烏川という絵師もいる。
明治22年（1889年）明治美術会創立に参加、同会解散の後は明治34年（1901年）、東城鉦太郎、石川欽一郎、石原白道、二世五姓田芳柳らと巴会を結成する。第1回展は1902年4月3日から5月12日まで芝公園の旧弥生館で。明治29年7月8日に東京美術学校に西洋画科が設置され、9月11日、授業が開始されるが、これに清雄は加わっていない。これは清雄が幕臣出身で、美術学校が黒田清輝や久米桂一郎らの薩摩藩や佐賀藩出身だったのと対照をなしている。反面、藩閥政治に反感をもつ旧幕臣たち、特に海軍関係者の間に熱心な川村ファンを多く作ることにもなった。また、清雄の義姉縫子と結婚した江原素六の斡旋により、三井系をはじめとした実業界にもファンを獲得している。
昭和9年（1934年）、天理教祖中山みきの肖像画制作のため赴いた天理市で、脳血栓により死去。戒名は大洋院殿心華時童清雄大居士、墓は新宿二丁目にある正受院。

## 作風

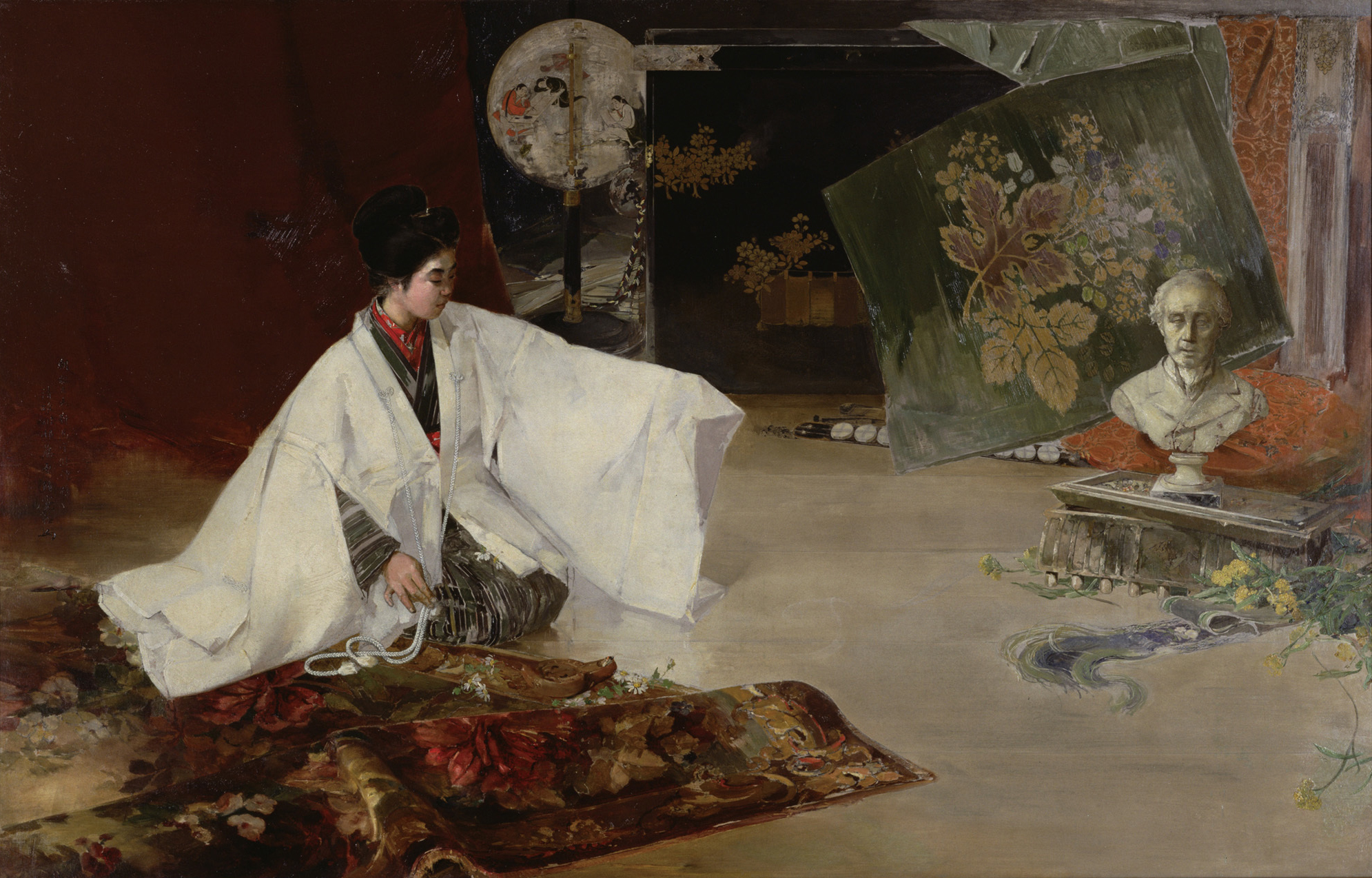
『形見の直垂（虫干）』1899年以降

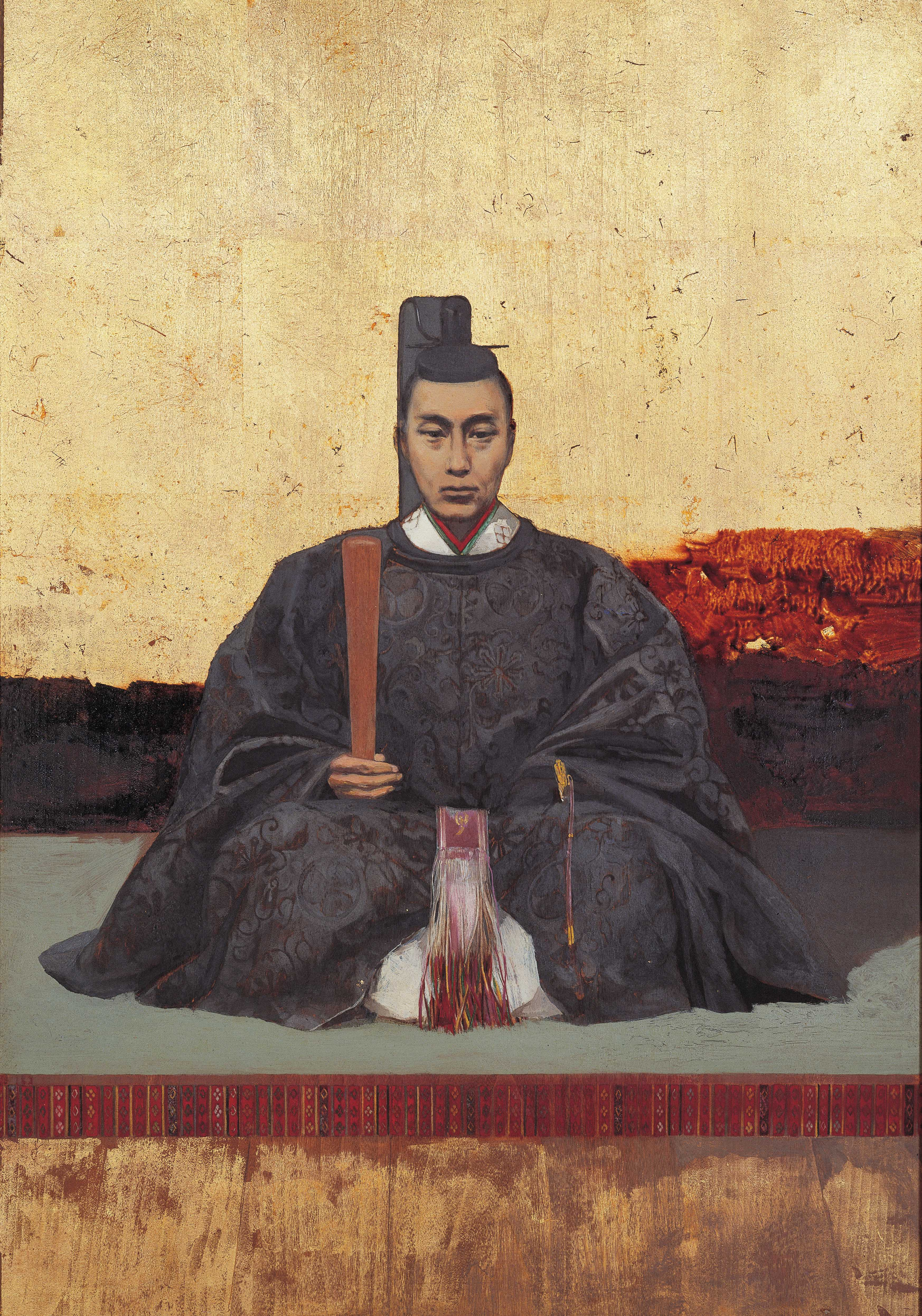
『徳川慶喜像』明治中期

清雄が留学中に受けた西洋画教育は、フランスのアカデミック美術や、ヴェネツィア派の系譜を引く壮麗な装飾画といった極めて正統的なものだった。しかし、帰国後の清雄は日本的伝統を重んじ、絹や屏風、金箔、銀箔など日本画の材料と手法を積極的に取り入れた。日本家屋に適した縦長・横長の画面形式を用いて、季節感を生かし、筆触の冴えた独特の画風を示した。反面、清雄は晩年まで明部を厚塗りし、暗部を薄塗りするなど、西洋の伝統的な油画技法を用いて描いている。そのため、絵の具の固着力は良好で、油画らしい緻密なマティエールを持っており、保管環境が劣悪な作品でも損傷の程度は低い。多くの洋画家は、晩年になると油絵具の粘着性を嫌い、テレピンなどの揮発油で水彩のように薄めて描く例がしばしば見られるが、清雄は例外であった。清雄は油はポピーオイルを用い、リンシードは殆ど使わなかった。筆は油彩のものと面相筆を半々か面相をやや多く用い、ペインティングナイフもよく使った。白は、シルバーホワイトを常用して、ジンクホワイトは全く用いなかった。
ところがこうした清雄の作画姿勢は、当時の日本の美術界に確立しつつあった純粋美術としての概念規定を基準とするとやや外れており、「是真的油絵、似非光琳的装飾画、俳画的作品」であり、「接ぎ合わせなり、鵺なり」と厳しい評価を浴びせられる場面もあった。一方で、清雄の和風洋画を好意的に評価する声もあり、後述する『新小説』で名を連ねて仕事をしたこともある鏑木清方は、「川村氏は、明治期洋画界の先覚で、油絵の是真と云われ、油彩で抱一から是真、省亭と伝わった江戸好みの工芸趣味を特色とした人で、鮮麗な色彩と渋い味わいとを巧みに調和させた特異な存在だった」と述べている。清雄自身は柴田是真を尊敬していたが、「似非是真」や「油画の是真」と呼ばれることに不満を持ち、「是真の上を今一層往かなくちゃならんと思っております」と述べ、別の談話では今の日本画は脆弱なものばかりだが、自分は古法眼（狩野元信）、又平（岩佐又兵衛）、惟然（「伊年」即ち俵屋宗達）、光琳のような強い作品を描きたいと語っている。
一方で、清雄には本の装幀装飾家としての側面もあった。特に『新小説』の表紙を、通常は長くても1年で交代となるところを、明治32年から44年の12年間で足掛け6年間担当しており、同誌が清雄を高く評価していたことが窺える。当時の雑誌の表紙は図案的な模様や、日本画的な線描を主体とする絵が多く、日本画・浮世絵系の画家のみならず、洋画家の和田英作や浅井忠、小山正太郎らも例外でなかった。しかし、清雄は4,5回しか刷れず色数に制限がある当時の石版画において、その性質をよく理解し、積極的に水彩・油絵的な絵画表現を取り入れた特色ある装丁を施した。これは清雄持ち前の美的センスもさることながら、印刷局で彫刻技師として働いた経験が活きたことや、明治後期の美術印刷はそれまでの木版から石版に重心が移り、丁度技術レベルがピークに達している時期と重なっており、清雄の絵画的表現を正確に印刷できる石版工が育っていたためだと考えられる。
清雄作品をまとまった数所蔵しているコレクター・美術館として、福富太郎コレクションや栃木県の実業家青木藤作のコレクションが寄贈された那珂川町馬頭広重美術館をはじめ、静岡県立美術館、笠間日動美術館、目黒区美術館、江戸東京博物館、京都の星野画廊などが挙げられる。

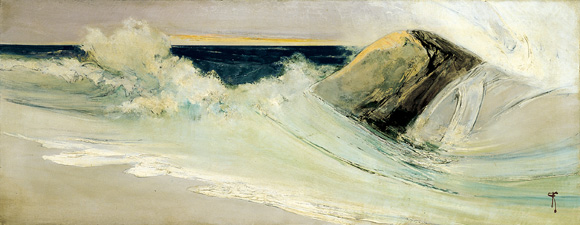
波 1913-1927頃 静岡県立美術館
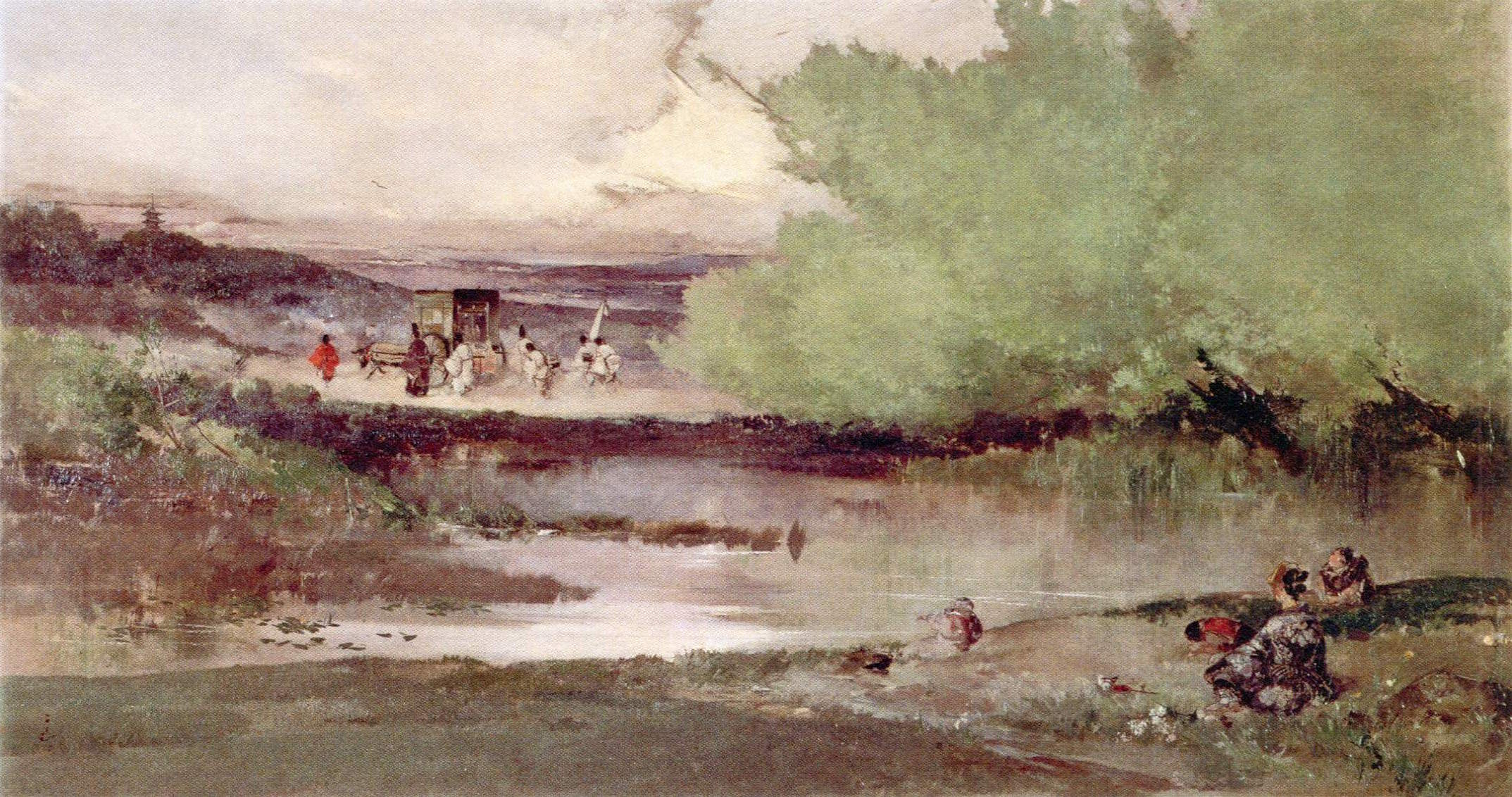
貴賤図（御所車） 1898 唐津市
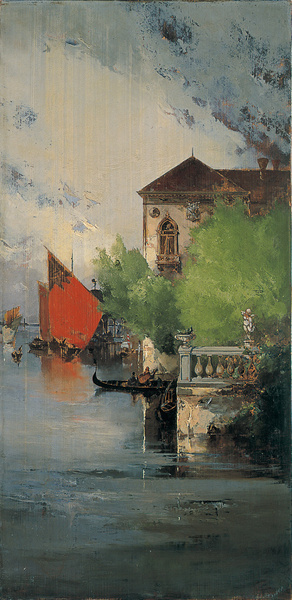
ヴェニス風景 制作年不明 笠間日動美術館

## 代表作

### 主な作品解説

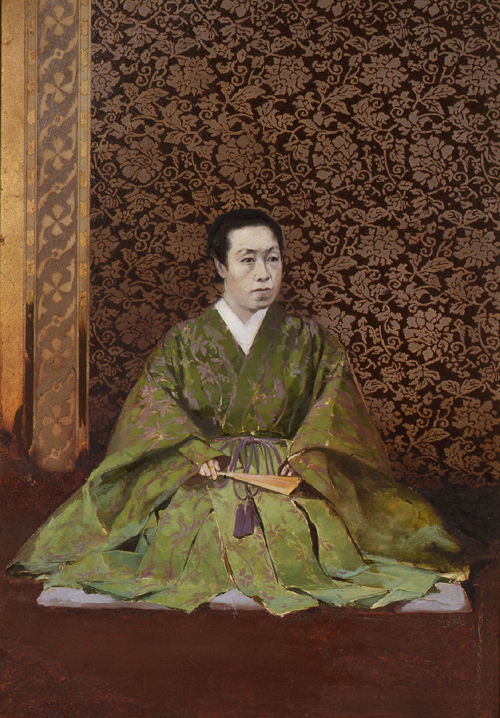
天璋院像 1884年 徳川記念財団

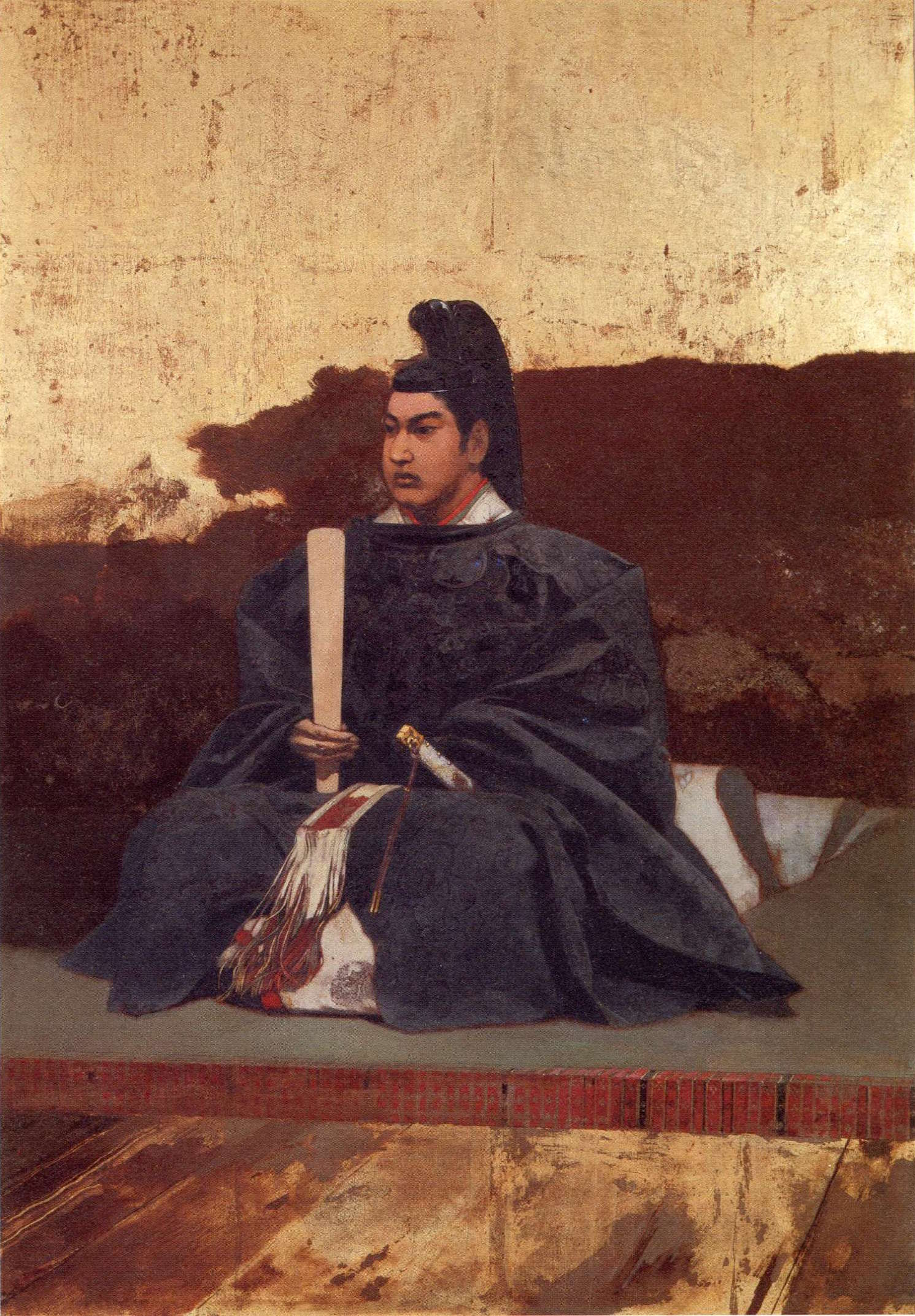
徳川家茂像 1884年頃 徳川記念財団

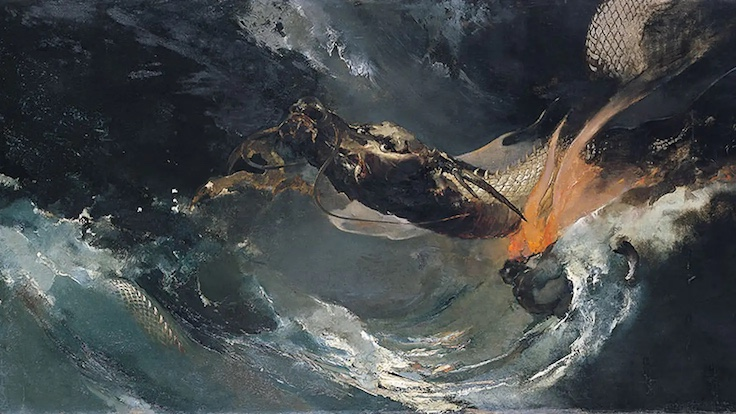
蛟龍天に昇る 1891年頃 福富太郎コレクション

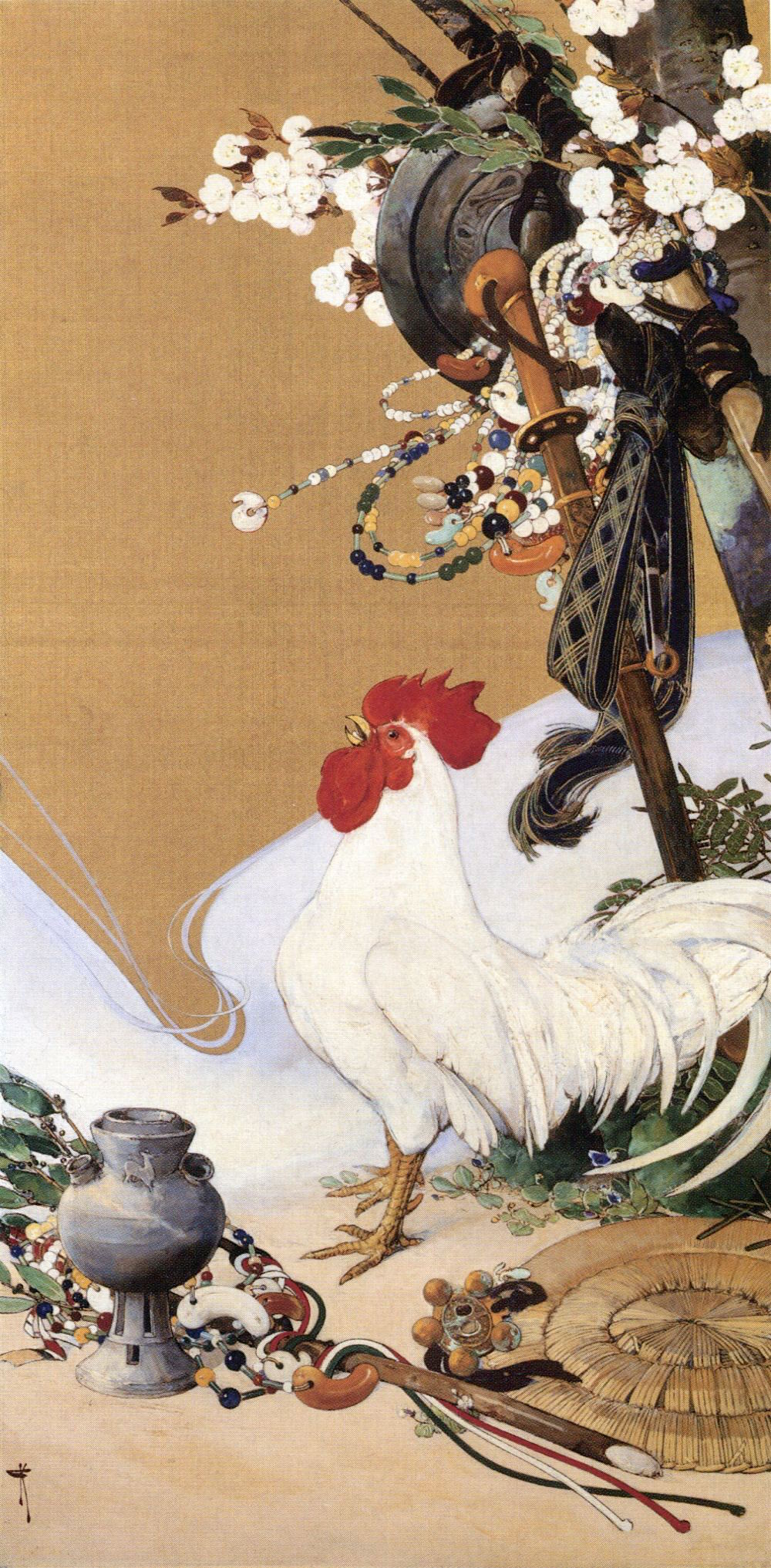
建国 1929年 オルセー美術館

- 「天璋院像」（德川記念財団） 板・油彩 48.6x38.2cm「 1884年 - 一周忌に作られた遺影

- 「昭徳院（徳川家茂）肖像」（徳川記念財団） 板・金地、油彩 53.3x37.0cm 1884年頃
清雄が制作した《歴代将軍像》の5点のうちの1点。他は「有徳院（徳川吉宗）像」「温恭院（徳川家定）像」「徳川慶喜像」像主不明の「将軍肖像」（徳川家重像とする説あり[16]）が残る（全て徳川記念財団蔵）。印刷局を辞め生活に困った清雄に、海舟が徳川宗家に肖像画制作を斡旋し、清雄は月給30円を受けとり糊口をしのぐことができた。清雄の伯父は家茂近くに仕えており、この伯父から家茂のことを聞き取って描いたという。しかし、束帯などの装束や有職故実に間違いがあってはならず、清雄自身が遅筆なこともあってなかなか制作が進まなかった。海舟には会う度に小言を言われ、一年後にようやく家茂像や海舟像などの作品を見せに行くと、「お前の絵なんぞ見なくてもいい。はらわたが腐った奴は絵なんぞ描いたって駄目だから、腹切って死んでしまえ」と立腹していた。清雄が「腹は切りますけれど、どうぞ絵をご覧くださいまし」と答えると、「皆毀してしまえ」とまだ海舟の怒りは収まらない。「毀すことには毀しますが、この中には将軍の御肖像や（勝）先生のもありますから、2枚だけは私の手で破るわけにはいきません。これは如何致しましょうか」と切り返すと、ようやく海舟も「お見せ」と絵を観る気になった。絵を観た海舟は非常に悦び「川村はずるいよ、賄賂にこんな絵を持ってきた」と漏らした。次いで海舟の勧めで徳川家に持って行くと、母さん（ルビは「おっかさん」、家茂の実母・実成院か？）も大変悦び、家令も「どうしてこんなに似ているのだろう」と驚いたという。帰ってきて海舟にこの事を話すと、「お前は余程運がいい男だ。あれが似ていたんで命が続いたわい」と感想を述べた。その後、1年半で更に上記の4点を描くが、徳川家が清雄の遅筆にしびれを切らして給料は打ち切られ、肖像画制作も中断した[2]。
帰国後の清雄は金地に描くのを好んだが、この作品はその早い例である。明治後期の一時の洋画には、岡田三郎助の作品や藤島武二の「天平の面影」、青木繁の「海の幸」など背景に金地を用いるのが流行している。この現象は、黒田清輝の「智・感・情」の影響というのが定説だが、その黒田に影響を与えたのは対立していた清雄の作品とする説もある[17]。
画家の山口晃は、実作者の立場から本作品や清雄の絵を読み解いている。手前の人物は洋画的に、人物の背景は金地のようにベタ塗りの平面で描かれており、普通なら画空間が壊れてしまう。ところが清雄は、人物の描き込みを少し弱め、床から背景に移る部分に一調子入れることで、背景はベタ塗りのバックで平面的な反発力を持ちながら、同時に茫洋とした空間にも見えるようになり、図としては単純ながらも複雑な空間を獲得している。対して「智・感・情」では、描き込んだ人体と平塗りの背景が組み合わされただけで、画空間を構成してはいない。このモチーフの描写を部分的に省略し、かつ絵の具の物質性を見せる塗り方をすることで、金地の平面性・物質性と呼応させて、物質感を残したまま画空間を形成する手法は、後年の作品にも繋がる清雄絵画の大きな特徴と言える。いわば、西洋画の奥行き表現を壊して異質な空間を現出させるために、西洋の描法を壊している。更に油絵具においても、西洋描法とセットだったものを解体し、日本絵画の画材の一つ成立せしめた感があり、清雄の画業は、日本と西洋の融合ではなく、日本で最初期の西洋画の破壊だと評している[18]。

- 「勝海舟江戸城開城図（江戸城明渡の帰途）」（江戸東京博物館） キャンバス・油彩 119.8x61.4cm 1885年頃
海舟の肖像画としてよく知られた作品。右背景にある江戸城の石垣に穿たれた弾痕、海舟の足元に落ちている三つ葉葵が入った軒丸瓦が、徳川時代の終焉を象徴する。左の背後には、怒りの表情を浮かべた旧幕府軍の将校が刀を抜き海舟に斬りかかろうとしているが、これは後に書き加えられたものらしく、この人物が描かれていない状態の写真が残る（画像）。日銀総裁や東京府知事などを歴任した富田鐵之助の依頼によって描かれ、完成後は海舟に献じられた。その潤筆料に海舟の私費を加えて、海舟邸内に清雄の画室「心華書房」が建てられた。
展示や図版に掲載される際は、絵だけの場合が多いが、本来は重厚な足が付く（画像）。この状態で勝邸内の押し下の間に飾られ、子孫たちの礼拝の対象になっていたという。同じような例は他にもあり、川村清雄画の『大久保一翁像』（個人蔵）も、大久保家の仏壇に遺影として飾られており、上記の「天璋院像」も遺影として制作された。単に肖像としてのみならず、明治日本における洋画受容を考える上でも貴重な資料といえる。
- 「雲龍図（蛟龍天に昇る）」（福富太郎コレクション） キャンバス油彩 90.5x181.0cm 1891年頃
雲の上を天翔る龍をダイナミックに描いた作品。明治24年（1891年）暴風雨が降る大晦日の日に、借金の返済を求められた川村清雄は、本作を勝海舟に当時のお金で百円という大金で買い上げてもらい、かろうじて年を越すことができたという逸話を持つ[2]。龍の頭は、清雄は馬の頭を買って、これを参考にして描いた。海舟は客間にこの絵を飾り、訪ねた客たちを驚かせたという。

- 「形見の直垂（虫干図）」（東京国立博物館） キャンバス・油彩 109.0x172.8cm 1899年以降
明治32年1月19日勝海舟が亡くなった。清雄は訃報を聞くとすぐさま駆けつけ、高橋源三郎（西澤金山経営者）、副島八十六（日印協会の運営に関わる）、宇佐彦麿らと共にその棺側に従い、海舟を死後の世界へ送り出した。本作品は、海舟没後直ちに制作が開始され、同年春の個展に未完成作品が出品されているのが見える。戦後のある時期「虫干し図」と呼ばれていた時期があるが、「形見の直垂（ひたたれ）」が本来の名称である。画面左の少女は、海舟の私心無き清らかな心を表象し、棺側に従った時に清雄が纏った白直垂を着せる。画面には海舟の胸像や、遺愛の品などを散らし、最大の恩人に対する深い感謝と鎮魂の願いを込めている。清雄はこの作品に筆を入れ続け、手元に自作を置かない清雄も、これだけはこの世を去るまで手放さなかった。清雄の没後は、帝室博物館が2000円で買い上げている。

- 「建国」（パリ・オルセー美術館） 絹本油彩 147.0x72.8cm 1929年 [19]
東洋学者・シルヴァン・レヴィの発意がきっかけでフランスに渡った作品。昭和2年（1927年）5月に東京上野の日本美術協会で『川村清雄 画伯全作品展覧会』で一週間開かれていた。展覧会の目的の一つは、パトロンのひとりである加島虎吉が経営する至誠堂の事業再建のため、自身のコレクションを売却するためであった。これをたまたま観に来ていたレヴィは、当時岸清一が所蔵していた『ヴェネツィア風景』（戦災で焼失）を観て感激し、是非これを母国フランスの美術館に収蔵したいと申し出た。木村駿吉[20]を通じてこれを知った清雄は、「どうせ外国にいくのなら、外国にない純日本的なものをお見せしたい」と考え[21]、この作品を一年半かけて制作、岸たちが仲介して寄贈された。
「建国」は、「天岩戸の神話」をモチーフだと清雄自身が語っている。絵の中央下に常世の長鳴鳥（鶏）を大きく描き、周囲に剣、鏡、勾玉、桜などを散らし、画面には金・白・赤が目立ち吉祥性が感じられる。右下を中心に末広がりの構図や、画面左下の須恵器の壷に左上にハイライトを付け、右下を暗く描くことで、画面からはみ出た左上方にある太陽（日本）の存在を暗示する。しかし、当時のフランスの反応を見ると、レヴィ自身を含めこの絵を日本神話を描いたものだと受け取っていない。フランス人は中央の雄鶏を、三色旗やマリアンヌと共にフランスを象徴する図像「ガリアの雄鶏」だと理解し、古代の装飾品の数々と太陽が日本を表し、フランスが日本へと高らかに鳴き声を上げている「日仏友好」の絵だと解釈された。これはフランス側の誤解ではなく、フランスに一時留学していた清雄自身が、フランス人にこの絵がどう受け止められるか計算して描いたと推測される[22]。当初は当時の現代美術館であったリュクサンブール美術館（ポンピドゥー・センターの前身）に納められたが、後に国立近代美術館を経てルーブル美術館に移され、1980年にオルセー美術館に移管、1991年以前にギメ美術館に移され、再びオルセー美術館に戻され現在に至っている。
- 「振天府」（聖徳記念絵画館） キャンバス・油彩 300.0x270.0cm 1931年以前
聖徳記念絵画館に掲げられた80枚の内65番目の作品。振天府（しんてんふ）とは明治30年（1897年）3月、吹上御苑に建てられた御府のうちの一つ。明治天皇によって、日清戦争の帰還将兵たちから皇室に献上された戦利品の展示、及び戦死した将校の写真や下士官以下の名簿を保存し、長く彼らの武勲を伝える陳列庫として建造された[23]（現在は非公開）。絵画館の壁画は、形式的には全て「奉納」であり、スポンサーが画家に画料1万円を払い、完成した作品を奉納する仕組みだった。振天府の奉納者は、清雄の旧主君・家達である。家達は明治神宮奉賛会の会長を務め、壁画奉納にも直接関わった。家達はまだ壁画を受理するかも決まっていない段階で、会議の劈頭一番に、清雄に振天府を描かせると宣言している。清雄は老齢なため、依頼を断るのでは、という声もあったが、清雄は喜んで快諾した[24]。
壁画には全て二世五姓田芳柳による試案図があるが、清雄はこれに全く従っていない。清雄は、清軍からの鹵獲品を静物画仕立てにして画面中央に配し、上部に収蔵品搬入の様子と軍旗を掲げて進軍する日本軍を描き加え、絵画館の作品の中では異例の構想画とすることで、陳列庫の絵画化という困難な課題に答えた。同館の作品は制約が多い制作環境のためか、紙芝居のように精気に欠ける作品が多い[25]中、同館の中でも異色の作品に仕上がっている。

### その他の作品
| 作品名                              | 技法             | 形状・員数 | 寸法（縦x横cm）   | 所有者                                   | 年代            | 落款・印章 | 備考 |
| ----------------------------------- | ---------------- | ---------- | ----------------- | ---------------------------------------- | --------------- | ---------- | --- |
| 少女像                              | キャンバス・油彩 | 額1面      | 30.5x26.0         | 東京文化財研究所                         | 1876-81年頃     |            | |
| ヴェニス                            | 板・油彩         |            | 53.5×15.0         | 東京国立博物館                           | 1876-81年頃     |            | |
| ベニス風景                          | 板・油彩         |            | 91.2x45.3         | 笠間日動美術館（山岡コレクション）       | 制作年不明      |            | |
| パルスレイケン像                    | キャンバス・油彩 |            | 65.2x53.1         | 笠間日動美術館（山岡コレクション）       | 明治時代中期    |            | 像主のヘルハルト・ペルス・ライケンは長崎海軍伝習所教授で勝海舟の恩師。海舟の指示によって描かれたが、清雄はこの作品を海舟には収めず質草にしてしまい、海舟もこれを認めたという。   |
| 大久保一翁像                        | キャンバス・油彩 |            | 48.6x38.2         | 個人                                     | 明治時代中期    |            | |
| 貴賎図（御所車）                    | キャンバス・油彩 |            | 93.8x159.5        | 唐津市                                   | 1898年頃        |            | |
| ヴェニス風景                        | キャンバス・油彩 |            | 58.6x118.4        | 新発田市                                 | 明治20-30年代   |            | |
| ヴェニス風景                        | キャンバス・油彩 |            | 60.5x122.5        | 個人（早稲田大学會津八一記念博物館寄託） | 明治20-30年代   |            | 新発田市のものと同工異曲の作。 |
| 黄海大海戦                          | キャンバス・油彩 |            | 34.5x64.5         | 福富太郎コレクション                     | 1896年以前      |            | 海軍省に依頼された《黄海之戦実景》全4図のうち、第2図下絵として制作。北洋艦隊の砲撃を受けながら進む軍艦松島を描く。清雄は筆の遅さから、軍令部に缶詰にされて制作に当たったという。 |
| 海底に遺る日清勇士の髑髏            | 板、漆・油彩     |            | 42.5x81.0         | 静岡県立美術館                           | 1899年以前      |            | |
| 室内                                | 板・油彩         |            | 35.0x27.5         | 神奈川県立近代美術館                     | 1899年頃        |            | |
| 福澤諭吉肖像                        | キャンバス・油彩 |            | 107.5x80.0        | 慶應義塾大学                             | 1900年頃        |            | 慶應義塾図書館旧館記念室所在 |
| 山川健次郎肖像                      | キャンバス・油彩 |            | 68.0x52.0         | 東京大学大学院理学系研究科               | 1901年          |            | 額縁は桜井香雲による。東京帝国大学在職25年記念に制作を依頼された。 |
| 波                                  | キャンバス・油彩 |            | 60.6x152.0        | 静岡県立美術館                           | 1913-27年       |            | |
| 素戔嗚尊・大蛇退治図屏風            | 絹本油彩         | 六曲一双   | 140.0x290.3（各） | 細見美術館                               | 大正-昭和初期   |            | |
| 水辺の楊柳                          | キャンバス・油彩 |            | 60.5x174.5cm      | 徳川記念財団                             | 大正-昭和初期頃 |            | |
| 緑蔭牧牛図                          | 絹本油彩         |            | 23.0x74.0         | 島根県立石見美術館                       | 大正-昭和初期頃 |            | |
| 滝                                  | キャンバス・油彩 |            | 198.0x73.0        | 平塚市美術館                             | 大正-昭和初期頃 |            | |
| 花鳥図                              | キャンバス・油彩 |            | 68.2x136.5        | 宇都宮美術館                             | 大正-昭和初期頃 |            | |
| ヴェネツィア風景                    | 紙・油彩         |            | 33.6x100.0        | 三重県立美術館                           | 1913-34年頃     |            | |
| 紫雲観音                            |                  |            | 46,5x37.2         | 那珂川町馬頭広重美術館                   | 1923年頃        |            | |
| 村上彦四郎（村上義光 錦御旗奪還図） | 絹、金箔・油彩   | 二曲一隻   | 147.5x147.0       | 目黒区美術館（加島コレクション）         | 1926年以前      |            | |
| 水辺風景                            | キャンバス・油彩 | 額1面      | 41.3x133.3        | 鳥取市歴史博物館                         | 1930年前後      |            | 旧鳥取藩池田家の原宿屋敷の大広間に飾られていた。 |
| 鸚鵡図                              | 板、朱漆塗・油彩 | 1面        | 84.5x36.3         | 目黒区美術館（加島コレクション）         | 制作年不明      |            | |
| 芍薬                                | 板・油彩         |            | 25.5×66.6         | 平野美術館                               | 制作年不明      |            | |
| 双鷄                                | 板・油彩         |            | 26.4x58.2         | 奈良県立美術館                           | 1913-34年       |            | |
| 油絵静物図                          |                  |            |                   | 逸翁美術館                               |                 |            | |
| 鶏の図                              | 紙本銀地油彩     |            |                   | 三の丸尚蔵館                             | 明治～大正期    |            | |

## 参考資料

### 清雄自身の談話
- 「洋画上の閲歴」（伊原青々園、後藤宙外編 『唾玉集』 春陽堂、1906年、所収。後に同名で平凡社〈東洋文庫〉で復刊、1995年8月、140-163頁、ISBN 4-582-80592-2。清雄の談話部分は、後述の『川村清雄研究』（141-158頁）、『川村清雄展』図録（静岡県立美術館、146-151頁）にも収録）
- 「文部省の留学生呼び戻し」（東京日日新聞社会部編 『戊辰物語』 萬里閣書房、1929年、所収。後に同名で岩波書店〈岩波文庫 青431-1〉で復刊、1983年、150-152頁、ISBN 978-4-0033-4311-1）
- 「長崎奉行川村但馬守の事」「慶喜公と亀之助様」（河野桐谷編 『漫談 江戸は過ぎる』 萬里閣書房、1929年、所収。後に『史話 江戸は過ぎる』（新人物往来社）として復刊、1969年）

### 研究書
- 高階秀爾、三輪英夫 『川村清雄研究』 中央公論美術出版、1994年 ISBN 4-805-50205-3
- 高階秀爾 『日本絵画の近代―江戸から昭和まで』 青土社、1996年 ISBN 4-791-75481-6

### 評伝
- 木村駿吉 『川村清雄 作品と其人物』 私家版、1926年。清雄や木村の周囲に100部のみ配られた稀覯本だが、近代デジタルライブラリーで閲覧可能。
- 林えり子 『福沢諭吉を描いた絵師 川村清雄伝』 慶應義塾大学出版会、2000年 ISBN 4-766-40776-8

### 展覧会カタログ
- 『静岡の美術7 川村清雄展 明治洋画の先駆者として独自の画業を築いた知られざる巨匠の全貌』 静岡県立美術館、1994年8-9月
- 『青木コレクション名品展 知られざる広重の肉筆を中心に』 朝日新聞社、1999年
- 『コレクションに見る絵師 1 近代洋画の先駆者 川村清雄』 那珂川町馬頭広重美術館、2002年6月
- 『「川村清雄」を知っていますか？ 初公開・加島コレクション展』 目黒区美術館、2005年2-4月
- 『特別展 維新の洋画家 川村清雄』 東京都江戸東京博物館 2012年10-12月、静岡県立美術館 2013年2-3月、ISBN 978-4-924965-84-3
- 『もうひとつの川村清雄展 --加藤虎吉と青木藤作・二つのコレクション』 目黒区美術館、2012年10-12月
- 『〈川村清雄展 ―古今・東西・混ざり合い―〉図録』 新潟市美術館、2015年11月3日

### 論文
- 丹尾安典 「川村清雄 《形見の直垂》」青木茂・酒井忠康監修 『日本の近代美術1 油彩画の開拓者』 大月書店、1993年3月、ISBN 4-272-61031-7
- 高階絵里加「フランスへ渡った日本 ―川村清雄の《建国》について―」『人文學報』第89巻、京都大学人文科学研究所、2003年12月、1-43頁、doi:10.14989/48623、ISSN 0449-0274。
- 落合則子 「川村清雄の海軍関係作品の制作経緯について ─江戸東京博物館所蔵「川村清雄関係資料」および周辺資料からの検証」『東京都江戸東京博物館研究報告』16号所収、2010年3月
- 落合則子 「明治後期における川村清雄の作品売買の一様相 ─川村家の親族と三井系人脈の関係にみるパトロネージの実態─」『東京都江戸東京博物館紀要』第1号所収、2011年3月
- 落合則子「川村清雄氏揮毫油画展覧会日誌 ～資料の翻刻と解説～」『東京都江戸東京博物館紀要』第2号所収、2012年3月
- 村上敬 「川村清雄関連文献解説目録」『静岡県立美術館紀要』Vol.28、2012年、pp.21-37
- 石井元章 「「明治美術会のやうなもの」川村清雄関係新資料紹介」『近代画説』第二十三号、明治美術会、2014年12月13日、ISBN 978-4-938740-96-2